# Clinton Portis
Pour les articles homonymes, voir Portis.
(en) Statistiques sur pro-football-reference
Clinton Portis (né le 1er septembre 1981 à Laurel (Mississippi), est un américain, joueur professionnel de football américain qui a évolué au poste de running back pour le compte des Broncos de Denver et des Redskins de Washington en NFL.

## Biographie

### Carrière universitaire
Il effectue sa carrière universitaire avec l'équipe des Hurricanes de Miami. Avec eux, il rest invaincu en 2001 et remporte le Rose Bowl.

### Carrière professionnelle
Il est sélectionné en  51e choix global lors du second tour de la draft 2002 de la NFL par les Broncos de Denver.

#### 2002
Lors de sa première saison en NFL, Clinton participe aux 16 matchs de son équipe, gagnant un total de 1 508 yards en 273 courses et 364 yards en 33 réceptions. Il marque 15 touchdowns par la course (record personnel) et 2 autres par la réception. Il court 13 fois pour des gains de minimum 20 yards (autre record personnel). Il est déclaré attaquant recrue (rookie) à de l'année par la NFL.

#### 2003
Lors de sa deuxième saison, Clinton participe à 13 des 16 matchs de son équipe. Il gagne 1 591 yards à la suite de 290 courses et inscrit 14 touchdowns. Il réceptionne 38 passes pour un gain total de 314 yards.

#### Échange
Les Broncos cèdent Clinton Portis aux Redskins de Washington en échange du cornerback Champ Bailey et un choix de deuxième tour lors de la draft 2004 de la NFL (les broncos choisiront Tatum Bell à ce choix) Après l'échange, les Redskins signent Portis pour 50,5 millions de $ étalés sur 8 années.

#### 2004
Lors de sa première saison chez les Redskins, Clinton porte le ballon à 343 reprises  pour un gain global de 1 315 yards et seulement 5 touchdowns. Il s'est toutefois amélioré à la passe, réceptionnant 40 passes pour un gain global de 235 yards et 2 touchdowns.

#### 2005
En 2005, Portis porte le ballon à 352 reprises (un record personnel) enregistrant un  gain global de 1 516 yards pour 11 touchdowns à la course. Il réceptionne 30 passes gagnant 216 yards supplémentaires.

#### 2006
Sa saison 2006 est marquée par les blessures. Il ne joue que huit matchs, gagnant 523 yards en 127 courses et réussissant 17 réceptions pour un gain supplémentaire de 170 yards. Il inscrit quand même 7 touchdowns à la course.

#### 2007
Il est épargné par les problèmes de santé en 2007 et participe aux 16 matchs de son équipe, gagnant 1 262 yards en 325 courses auxquels s'ajoutent 289 yards en 47 réceptions (record personnel).
Le 28 février 2011, après sept saisons passées aux Redskins, il est libéré par cette franchise.

### Retraite
Le 21 août 2012, Portis annonce qu'il prend sa retraite de la NFL. Il lui manque 77 yards pour atteindre la barre des 10 000 yards gagnés à la course. Il est alors classé 27e meilleur coureur de la NFL. Il se retire officiellement le 23 août et pendant la conférence de presse les Redskins annoncent qu'il est classé dans les 80 meilleurs joueurs de l'histoire de la franchise.
Plus tard, il déclare avoir subi dix commotions au cours de sa carrière de footballeur. En 2013, Portis, avec plusieurs anciens joueurs dont Daunte Culpepper, Cadillac Williams et Art Monk, intente un procès au civil contre la NFL pour les commotions cérébrales et les blessures à la tête subies au cours de sa carrière[réf. souhaitée].

## Statistiques

### Universitaires
| Année                  | Équipe                 | Statut                 | MJ |     | Courses | Courses | Courses | Courses |       | Passes réceptionnées | Passes réceptionnées | Passes réceptionnées | Passes réceptionnées |
| Année                  | Équipe                 | Statut                 | MJ | Nb. | Yards   | Moy.    | TD      | Nb.     | Yards | Moy.                 | TD                   |                      |                      |
| 1999                   | Hurricanes de Miami    | Fr.                    | 10 | 143 | 838     | 5,9     | 8       | 4       | 44    | 11,0                 | 2                    |                      |                      |
| 2000                   | Hurricanes de Miami    | So.                    | 8  | 77  | 485     | 6,3     | 2       | 5       | 103   | 20,6                 | 0                    |                      |                      |
| 2001                   | Hurricanes de Miami    | Jr.                    | 11 | 220 | 1 200   | 5,5     | 10      | 12      | 125   | 10,4                 | 1                    |                      |                      |
| Totaux en NCAA (3 ans) | Totaux en NCAA (3 ans) | Totaux en NCAA (3 ans) | 29 | 440 | 2 523   | 5,7     | 20      | 21      | 272   | 13,0                 | 3                    |                      |                      |

### Professionnelles
| Année                                          | Équipe                                         | MJ  |       | Courses | Courses | Courses | Courses |       | Passes réceptionnées | Passes réceptionnées | Passes réceptionnées | Passes réceptionnées |  | Fumbles | Fumbles |
| Année                                          | Équipe                                         | MJ  | Nb.   | Yards   | Moy.    | TD      | Nb.     | Yards | Moy.                 | TD                   | Nb.                  | Perdus               |  |         |         |
| 2002                                           | Broncos de Denver                              | 16  | 273   | 1 508   | 5,5     | 15      | 33 / 49 | 364   | 11,0                 | 2                    | 5                    | 3                    |  |         |         |
| 2003                                           | Broncos de Denver                              | 13  | 290   | 1 591   | 5,5     | 14      | 38 / 51 | 314   | 8,3                  | 0                    | 3                    | 1                    |  |         |         |
| 2004                                           | Redskins de Washington                         | 15  | 343   | 1 315   | 3,8     | 5       | 40 / 57 | 235   | 5,9                  | 2                    | 5                    | 4                    |  |         |         |
| 2005                                           | Redskins de Washington                         | 16  | 352   | 1 516   | 4,3     | 11      | 30 / 41 | 216   | 7,2                  | 0                    | 3                    | 2                    |  |         |         |
| 2006                                           | Redskins de Washington                         | 8   | 127   | 523     | 4,1     | 7       | 17 / 26 | 170   | 10,0                 | 0                    | 0                    | 0                    |  |         |         |
| 2007                                           | Redskins de Washington                         | 16  | 325   | 1 262   | 3,9     | 11      | 47 / 60 | 389   | 8,3                  | 0                    | 6                    | 5                    |  |         |         |
| 2008                                           | Redskins de Washington                         | 16  | 342   | 1 487   | 4,3     | 9       | 28 / 35 | 218   | 7,8                  | 0                    | 3                    | 3                    |  |         |         |
| 2009                                           | Redskins de Washington                         | 8   | 124   | 494     | 4,0     | 1       | 9 / 12  | 57    | 6,3                  | 1                    | 1                    | 1                    |  |         |         |
| 2010                                           | Redskins de Washington                         | 5   | 54    | 227     | 4,2     | 2       | 5 / 9   | 55    | 11,0                 | 0                    | 0                    | 0                    |  |         |         |
| Totaux chez les Broncos de Denver (2 ans)      | Totaux chez les Broncos de Denver (2 ans)      | 29  | 563   | 3 099   | 5,5     | 29      | 71/100  | 678   | 9,5                  | 2                    | 8                    | 4                    |  |         |         |
| Totaux chez les Redskins de Washington (7 ans) | Totaux chez les Redskins de Washington (7 ans) | 84  | 1 667 | 6 824   | 4,1     | 49      | 176/240 | 1 340 | 7,6                  | 3                    | 18                   | 15                   |  |         |         |
| Totaux en NFL (9 ans)                          | Totaux en NFL (9 ans)                          | 113 | 2 230 | 9 923   | 4,5     | 78      | 340     | 2 018 | 8,2                  | 5                    | 26                   | 19                   |  |         |         |

| Année                                  | Équipe                                 | MJ |     | Courses | Courses | Courses | Courses |       | Passes réceptionnées | Passes réceptionnées | Passes réceptionnées | Passes réceptionnées |  | Fumbles | Fumbles |
| Année                                  | Équipe                                 | MJ | Nb. | Yards   | Moy.    | TD      | Nb.     | Yards | Moy.                 | TD                   | Nb.                  | Perdus               |  |         |         |
| 2003                                   | Broncos de Denver                      | 1  | 17  | 68      | 4,0     | 0       | 1 / 4   | 10    | 10,0                 | 0                    | 1                    | 1                    |  |         |         |
| 2005                                   | Redskins de Washington                 | 2  | 33  | 94      | 2,8     | 1       | 3 / 4   | 6     | 2,0                  | 0                    | 0                    | 0                    |  |         |         |
| 2007                                   | Redskins de Washington                 | 1  | 20  | 52      | 2,6     | 0       | 4 / 5   | 28    | 7,0                  | 0                    | 0                    | 0                    |  |         |         |
| Totaux chez les Broncos de Denver      | Totaux chez les Broncos de Denver      | 1  | 17  | 68      | 4,0     | 0       | 1 / 4   | 10    | 10,0                 | 0                    | 1                    | 1                    |  |         |         |
| Totaux chez les Redskins de Washington | Totaux chez les Redskins de Washington | 3  | 53  | 146     | 2,7     | 1       | 7 / 9   | 34    | 4,9                  | 0                    | 0                    | 0                    |  |         |         |
| Totaux en Playoffs NFL                 | Totaux en Playoffs NFL                 | 4  | 60  | 214     | 3,1     | 1       | 8 / 13  | 44    | 5,5                  | 0                    | 1                    | 1                    |  |         |         |

## Palmarès

### Universitaire
- Vainqueur du Rose Bowl 2001

### NFL
- Recrue (rookie) de l'année en attaque : 2002
- Pro Bowl 2003
- Le 26 octobre 2008, il devient le 2e joueur de l'histoire de la NFL (après O.J. Simpson) à avoir inscrit  au moins 120 yards lors de 5 parties consécutives et ce à deux reprises au cours de leur carrière.